# اوریجین (سرویس)
اوریجین (به انگلیسی: Origin) یک پلتفرم توزیع دیجیتال برای خرید و اجرای بازی‌های ویدئویی است که توسط الکترونیک آرتس توسعه یافته‌است. در اکتبر ۲۰۲۲، اوریجین فعالیت در پلتفرم ویندوز را متوقف کرد و بازیکنان را به EA app هدایت کرد. نسخه‌های مک و موبایل آنلاین همچنان هستند.
اوریجین شامل ویژگی‌هایی مانند مدیریت نمایه، شبکه‌سازی با دوستان با چت و پیوستن مستقیم به بازی همراه با پوشش درون بازی، پخش جریانی از طریق توییچ و اشتراک‌گذاری کتابخانه بازی و ادغام انجمن با سایت‌های شبکه‌ای مانند فیس‌بوک، ایکس‌باکس نتورک، شبکه پلی‌استیشن و نینتندو است.